# Секорд, Лора
Лора Секорд (англ. Laura Secord, урождённая Ингерсолл; 13 сентября 1775 — 17 октября 1868) — канадская героиня Англо-американской войны 1812 года. Она известна тем, что прошла 20 миль (32 километра) по оккупированной американцами территории в 1813 году, чтобы предупредить британские силы о готовящемся американском наступлении. Её вклад в войну был мало известен при жизни, но после смерти она была неоднократно прославлена в Канаде.
Отец Секорд жил в Массачусетсе и воевал на стороне патриотов во время Войны за независимость (1775—1783). В 1795 году он с семьёй переехал в регион Ниагара Верхней Канады, после того как подал заявление и получил грант земли. Вскоре после того Лора вышла замуж за лоялиста Джеймса Секорда, который позже был тяжело ранен в битве на Куинстонских высотах в начале войны 1812 года.
Пока он оправлялся от ранения в 1813 году, американцы вторглись на Ниагарский полуостров, в том числе в Куинстон. Во время оккупации Секорд стала известна информация о запланированном американском наступлении, и она тайно бежала утром 22 июня, чтобы сообщить об этом лейтенанту Джеймсу Фитцгиббону, стоявшему со своими войсками на территории, по-прежнему контролируемой англичанами. Информация помогла британцам и их союзникам-мохавкам отразить вторжение американцев в битве у Бивер-Дэмбс. Её подвиг был забыт до 1860 года, когда будущий король Эдуард VII наградил бедную вдову 100 фунтами за службу.
История Лоры Секорд стала одной из легенд в Канаде; существует множество версий этой истории, часто с почти фантастическим преувеличениями (например, что весь свой путь она проделала босиком). Секорд стала героиней книг, поэзии и пьес. По смерти она была удостоена многочисленных почестей: в её честь называли школы, ей возводили памятники, музеи, мемориальные марки; её статуя входит в Памятник героям в столице Канады. В её честь названа кондитерская компания, производящая шоколад. Лоре посвящена одна из четырёх 25-центовых монет, выпущенных Канадским монетным двором к двухсотлетию войны 1812 года.